# Tri Atlas Motors
Tri Atlas Motors S. à r.l. war ein Nutzfahrzeughersteller mit Sitz in Marrakesch, Marokko. 

## Geschichte
Tri Atlas Motors wurde im Jahr 2007 als Joint-Venture mit 55%iger Beteiligung der Groupe Menara gegründet. Die Produktion begann 2009. Mit einer Investition von rund 1,8 Mio. Euro waren 30 Arbeitsplätze entstanden.
Im Jahr 2018 musste das Unternehmen vor dem Hintergrund der chinesischen Konkurrenz Insolvenz anmelden.
Angeboten wurden die Produktreihen Triam (Dreirad mit 200-cm3-Motor mit Wasserkühlung) und Trelec (Leichtfahrzeug mit Elektroantrieb). Für 2010 war der Verkauf von 1200 Triam und 800 Trelec vorgesehen.